# Hinterlegungsordnung

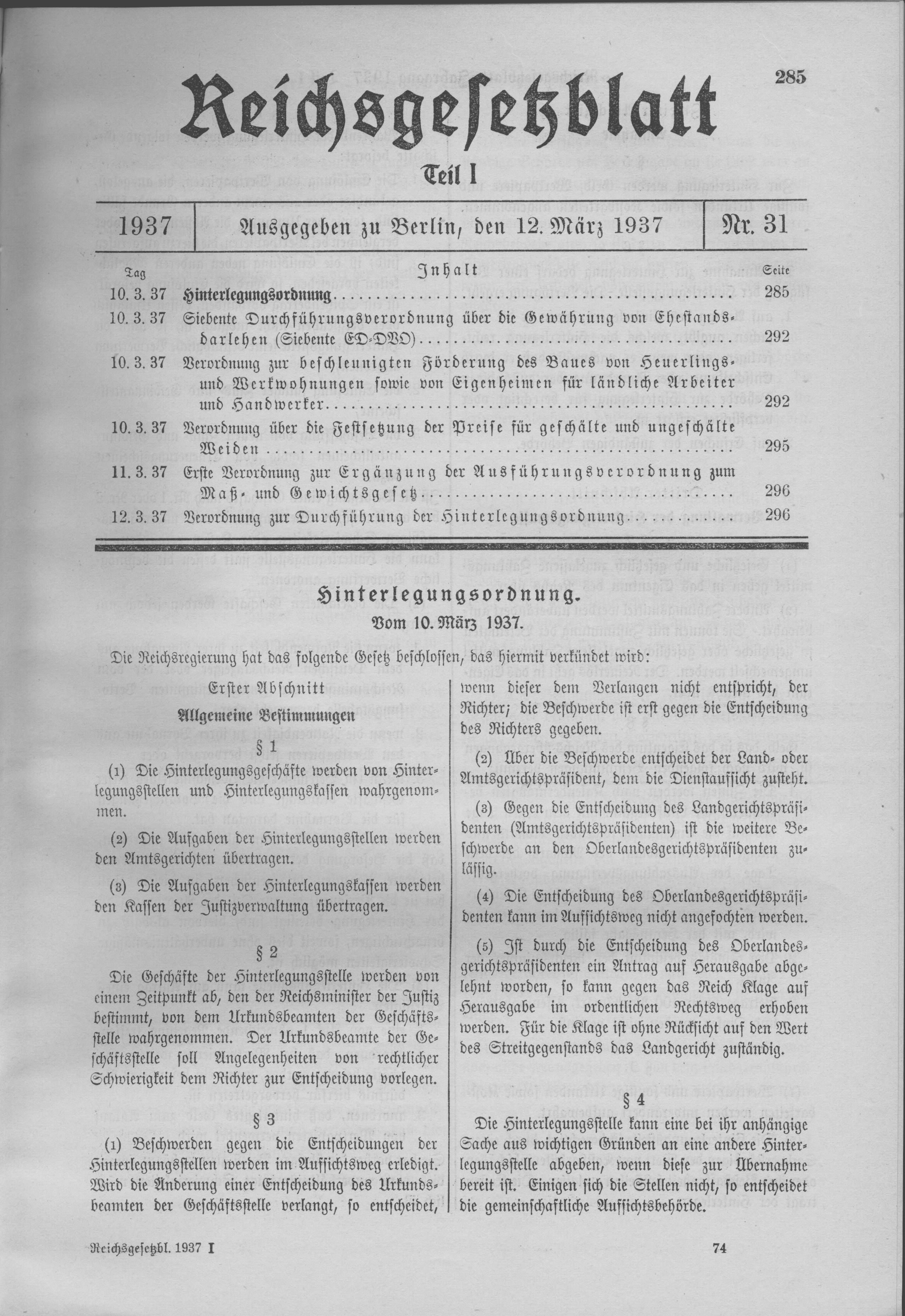
Hinterlegungsordnung vom 10. März 1937

Durch die Hinterlegungsordnung (HinterlO) wurde in Deutschland das bei einer Hinterlegung zu beachtende Verfahren geregelt.
Die materiell-rechtlichen Wirkung und Gründe für die Hinterlegung finden sich hingegen unter anderem in den Vorschriften der §§ 372 ff. BGB.

## Hinterlegungsordnung des Bundes
Hinterlegungsgeschäfte werden von Hinterlegungsstellen und Hinterlegungskassen wahrgenommen. Die Aufgaben der Hinterlegungsstelle sind den Amtsgerichten übertragen. Hinterlegungskassen sind die Kassen der Justizverwaltung.
Nach Ansicht der Kommission der Bundesländer ist die Hinterlegungsordnung überwiegend kein Bundesrecht geworden und gilt daher als Landesrecht fort. Eine genuine Trennung von Landes- und Bundesrecht ist nicht möglich. Daher können die Vorschriften in den einzelnen Bundesländern voneinander abweichen. Einzelne Bundesländer haben Ausführungsverordnungen zur Hinterlegungsordnung erlassen.
Durch Artikel 17 des Zweiten Gesetz über die Bereinigung von Bundesrecht im Zuständigkeitsbereich des Bundesministeriums der Justiz ist die Hinterlegungsordnung mit Wirkung zum 1. Dezember 2010 als Bundesrecht aufgehoben worden.
Gesetzesgliederung der Hinterlegungsordnung
- Erster Abschnitt: Allgemeine Bestimmungen
- Zweiter Abschnitt: Annahme
- Dritter Abschnitt: Verwaltung der Hinterlegungsmasse
- Vierter Abschnitt: Herausgabe
- Fünfter Abschnitt: Erlöschen des Anspruchs auf Herausgabe
- Sechster Abschnitt: Kosten (aufgehoben)
- Siebenter Abschnitt: Hinterlegung in besonderen Fällen
- Achter Abschnitt: Übergangsbestimmungen
- Neunter Abschnitt: Schlussbestimmungen

## Hinterlegungsrecht der Bundesländer
Die Bundesländer haben folgende Hinterlegungsvorschriften erlassen:
- Baden-Württemberg: Hinterlegungsgesetz für das Land Baden-Württemberg (HintG BW) (Artikel 1 des Gesetzes vom 11. Mai 2010 (GBl. S. 398), in Kraft getreten am 1. Dezember 2010) Landesrecht BW HintG – Landesnorm Baden-Württemberg – Hinterlegungsgesetz (HintG) vom 11. Mai 2010; gültig ab: 1. Dezember 2010, Verwaltungsvorschrift des Justizministeriums Baden-Württemberg zum Hinterlegungsgesetz (VVHintG)
- Bayern: Bayerisches Hinterlegungsgesetz (BayHintG) (vom 23. November 2010; in Kraft seit dem 1. Dezember 2010 (BayGVBl. Nr.20/2010 vom 30. November 2010, S. 738)) Bayerisches Gesetz- und Verordnungsblatt 2010 Nr. 20 (pdf; 744 kB) mit Vollzugsvorschriften zum Bayerischen Hinterlegungsgesetz (BayHiVV) (Bekanntmachung des Bayerischen Staatsministeriums der Justiz und für Verbraucherschutz vom 4. November 2010, Az.: 3860 – I – 12445/2009) Verkündungsplattform Bayern: Vollzugsvorschriften zum Bayerischen Hinterlegungsgesetz (BayHiVV) vom 4. November 2010 Az.: 3860 – I – 12445/2009
- Berlin: Berliner Hinterlegungsgesetz (BerlHintG) (GVBl. S. 106, in Kraft seit 21. April 2011) Berliner Vorschrifteninformationssystem BerlHintG
- Brandenburg: Brandenburgisches Hinterlegungsgesetz (BbgHintG) (Vom 3. November 2010; in Kraft seit dem 1. Dezember 2010 (GVBl.I/10, [Nr. 37])) BRAVORS – Brandenburgisches Hinterlegungsgesetz (BbgHintG)
- Bremen: Hinterlegungsgesetz Bremen (BremHintG) (Vom 31. August 2010; in Kraft seit dem 1. Dezember 2010 (Brem.GBl. S. 458))
- Hamburg: Hinterlegungsgesetz (HambHintG) (Gesetz vom 25. November 2010 zur Einführung eines Hinterlegungsgesetzes und zur Änderung weiterer Gesetze (HmbGVBl. Nr. 43 vom 30. November 2010, S. 614) Hamburgisches Gesetz- und Verordnungsblatt 2010 HmbGVBl. Nr. 43 (PDF; 599 kB))
- Hessen: Hessisches Hinterlegungsgesetz (HessHintG) (vom 8. Oktober 2010; in Kraft seit dem 1. Dezember 2010 (GVBl. I 2010, 306; Gliederungs-Nr.: 234-5)) Hessenrecht Rechts- und Verwaltungsvorschriften HintG – Landesnorm Hessen – Hinterlegungsgesetz (HintG) vom 8. Oktober 2010; gültig ab: 1. Dezember 2010 gültig bis: 31. Dezember 2015
- Mecklenburg-Vorpommern: Hinterlegungsgesetz des Landes Mecklenburg-Vorpommern (HintG M-V) (Vom 9. November 2010; in Kraft seit dem 1. Dezember 2010 (verkündet als Artikel 1 des Gesetzes zur Einführung eines Hinterlegungsgesetzes und zur Änderung anderer Gesetze vom 9. November 2010; GVOBl. M-V S. 642)) Gesetz zur Einführung eines Hinterlegungsgesetzes und zur Änderung anderer Gesetze – Vom 9. November 2010 – (GVOBl. M-V S. 642) – GS Meckl.-Vorp. 300-10
- Niedersachsen: Niedersächsisches Hinterlegungsgesetz (NHintG) vom 9. November 2012
- Nordrhein-Westfalen: Hinterlegungsgesetz für das Land Nordrhein-Westfalen (HintG NRW) vom 16. März 2010 [mit Wirkung ab dem 1. Dezember 2010] (GV. NRW, Ausgabe 2010 Nr. 11 vom 30. März 2010 Seite 183 bis 210) Hinterlegungsgesetz Nordrhein-Westfalen (HintG NRW) sowie Ausführungsvorschriften zum Hinterlegungsgesetz (AVHintG NRW) (AV d. JM vom 11. November 2010 (3860 – II. 36), JMBl. NRW. S. 319) Ausführungsvorschriften zum Hinterlegungsgesetz (AVHintG) AV d. JM vom 11. November 2010 (3860 – II. 36) JMBl. NRW. S. 319
- Rheinland-Pfalz: Landeshinterlegungsgesetz vom 3. April 2014 Landeshinterlegungsgesetz vom 03. April 2014
- Saarland: Hinterlegungsgesetz des Saarlandes (SaarlHintG) (vom 18. November 2010; in Kraft seit dem 1. Dezember 2010 (Abl. Nr.33/2010 vom 25. November 2010, S. 1409)) Hinterlegungsgesetz des Saarlandes (SaarlHintG)
- Sachsen: Sächsisches Hinterlegungsgesetz (SächsHintG) (vom 11. Juni 2010; in Kraft seit dem 1. Dezember 2010 (SächsGVBl. Nr.7/2010 vom 30. Juni 2010, S. 154)) Sächsisches Hinterlegungsgesetz (SächsHintG)
- Sachsen-Anhalt: Hinterlegungsgesetz des Landes Sachsen-Anhalt (HintG LSA) (Vom 22. März 2010; in Kraft seit dem 1. Dezember 2010 (GVBl. LSA S. 150; BS LSA 300.22)) Gesetz- und Verordnungsblatt für das Land Sachsen-Anhalt 21. Jahrgang Ausgegeben in Magdeburg Nummer 9  am 30. März 2010
- Schleswig-Holstein: Hinterlegungsgesetz (HintG SH) vom 3. November 2010 (GVOBl. 2010, S. 685) mit Verwaltungsvorschriften zum Hinterlegungsgesetz (VVHintG) (Av. d. MJGI v. 12. November 2010, JMBl. 2010, 393) Hinterlegungsgesetz Schleswig-Holstein (HintG)
- Thüringen: Thüringer Hinterlegungsgesetz (ThürHintG) (Vom 9. September 2010; in Kraft seit dem 1. Dezember 2010 (GVBl. Nr. 10 vom 28. September 2010 S. 294)) Thüringer Hinterlegungsgesetz (ThürHintG) Vom 9. September 2010